# 紀伊姫駅
紀伊姫駅（きいひめえき）は、和歌山県東牟婁郡串本町姫にある、西日本旅客鉄道（JR西日本）紀勢本線（きのくに線）の駅である。

## 歴史
この駅は1936年12月、国鉄紀勢中線の下里駅から串本駅までの開通と共に開業したが、その約4年後の1940年には江住駅から串本駅・新宮駅から紀伊木本駅（現在の熊野市駅）の開業により紀伊木本駅から和歌山駅（現在の紀和駅）までが紀勢西線とされ、国鉄紀勢西線の駅となった。
名称は開業時に太多線の姫駅が既に存在していたことから、旧国名を冠し紀伊姫駅としたものである。
その後当駅は1959年、今の紀勢本線が全通し亀山駅と和歌山駅（現在の紀和駅）の間が紀勢本線となったのを受け国鉄紀勢本線の駅となり、さらに国鉄分割民営化を経て現在に至っている。

### 年表
- 1936年（昭和11年）12月11日：国鉄紀勢中線の駅として開業[1]。
- 1940年（昭和15年）8月8日：線路名称改定により、紀勢西線所属となる[1]。
- 1959年（昭和34年）7月15日：三木里駅と新鹿駅の間の開通に伴う線路名称改定により、紀勢本線所属となる[1]。
- 1987年（昭和62年）4月1日：国鉄分割民営化に伴い、西日本旅客鉄道（JR西日本）の駅となる[1]。
- 2021年（令和3年）3月13日：ICカード「ICOCA」の利用が可能となる[2]。

## 駅構造
新宮方面に向かって右側（海側）に単式ホーム1面1線を有する地上駅。列車同士の行き違いができず、新宮方面・紀伊田辺方面の双方の列車が同じホームに発着する。
ブロック作りにトタン屋根の簡易駅舎を備える。内部は待合所となっており、椅子がいくつか置かれているほか、駅ノートも置いてある。新宮駅管理で、開業当初からの無人駅であり、自動券売機や自動改札などの設備もない。2021年3月13日よりICOCAが利用可能になっている。待合所の中には乗車駅証明書発行機があるが壊れている（2011年10月8日時点でも壊れたまま放置されている）。

## 利用状況
近年の1日平均乗車人員は以下の通り。
| 年度   | 1日平均 乗車人員 |
| ------ | ---------------- |
| 1998年 | 15               |
| 1999年 | 19               |
| 2000年 | 10               |
| 2001年 | 6                |
| 2002年 | 4                |
| 2003年 | 3                |
| 2004年 | 5                |
| 2005年 | 6                |
| 2006年 | 9                |
| 2007年 | 11               |
| 2008年 | 10               |
| 2009年 | 7                |
| 2010年 | 4                |
| 2011年 | 4                |
| 2012年 | 4                |
| 2013年 | 7                |
| 2014年 | 11               |
| 2015年 | 9                |
| 2016年 | 7                |
| 2017年 | 4                |
| 2018年 | 4                |
| 2019年 | 7                |
| 2020年 | 6                |
| 2021年 | 7                |
| 2022年 | 7                |

## 駅周辺
海ぎりぎりにまで迫る山を小さな川が削ってできた狭い平地に位置し、姫の集落がある。姫の集落は規模が小さい。駅から少し歩くと海岸線に沿って走る国道42号に至り、堤防をはさんだその向こうには海が広がる。また南西方向に橋杭岩の姿を望むことができる。串本駅より当駅のほうが近く、徒歩で行ける範囲である。
なおこの辺りにはかつて松の木が多かったが、戦時中に松の油を航空機の燃料として使うべく伐採され（松根油）、その姿はなくなっている。
- 大師温泉
- 串本町コミュニティバス「姫駅前」バス停 - 佐部・上田原線

## 隣の駅
西日本旅客鉄道（JR西日本）
 きのくに線（紀勢本線）
古座駅 - 紀伊姫駅 - 串本駅